# 沃多托克
48°29′7″N 39°41′50″E / 48.48528°N 39.69722°E
沃多托克（烏克蘭語：Водоток）是位於烏克蘭東部的村莊，由盧甘斯克州多夫然斯克區的索羅基內市鎮負責管轄。該村始建於1956年，面積1.7平方公里，海拔高度81米，2001年人口67，人口密度每平方公里39.4人。